# Piotr Stepanovitch Pchennikov
 Piotr Stepanovitch Pchennikov (en russe : Пётр Степанович Пше́нников) (28 janvier 1895 - 28 décembre 1941) était un officier supérieur soviétique.

## Biographie
Piotr Stepanovitch Pchennikov entre dans l'armée impériale russe en 1915. En 1916 il est diplômé de l'école des enseignes de Pskov. Durant la Première Guerre mondiale, il est officier subalterne et se bat sur le front occidental.
Le 23 octobre 1917 il rejoint la Garde rouge. En 1918 il rejoint l'Armée Rouge. Durant la guerre civile russe il commande un détachement. En avril 1921, il commande le 13e régiment d'infanterie. 
Les 19 février 1940, il commande la 142e division d'infanterie. Le 11 avril 1940 il commande la 142e division d'infanterie. En avril 1940 il commande le 36e corps d'infanterie. Le 25 mai 1941 il commande la 23e armée dans le district militaire de Léningrad.
Durant la Seconde Guerre mondiale, il commande la 23e armée. Le 1er septembre 1941 il commande la 8e armée. Le 22 septembre il est nommé commandant de la force opérationnelle Nevsky sur le front de Leningrad et participe à la défensive militaire en Estonie et dans la périphérie de Leningrad. En décembre 1941 il meurt dans la région d'Otradnaya.